# Чильпансінзький конгрес
17°33′07″ пн. ш. 99°30′05″ зх. д. / 17.551944° пн. ш. 99.501334° зх. д.
Чильпансі́нзький конгре́с (також відомий як Конгрес Анауака; ісп. Congreso de Anáhuac) — перший мексиканський національний конгрес. Скликаний з ініціативи Хосе Марії Морелоса в місті Чильпансінго 14 вересня 1813 року під час Війни за незалежність Мексики. 
На конгресі були представлені делегати від різних провінцій країни, серед яких переважали буржуазно-поміщицька інтелігенція та нижче духовенство. Першим актом конгресу стало проголошення Хосе Марії Морелоса генералісимусом і главою виконавчої влади. Морелос представив конгресу документ під назвою «Почуття нації», що був програмою соціально-економічних і політичних перетворень, проведення якої домагалося радикальне крило визвольного руху під час війни за незалежність країни. Цей документ був схвалений Конгресом. 6 листопада 1813 року конгрес ухвалив Декларацію про суверенітет і незалежність Мексики і водночас Маніфест до мексиканського народу, в якому наголошувалося, що звільнення від колоніального ярма має вирішальне значення для долі країни і містився заклик підтримати боротьбу за незалежність. 
В умовах посилення реакції і наступу іспанських військ Конгрес був вимушений неодноразово змінювати місцеперебування. 22 жовтня 1814 року, перебуваючи в невеликому місті Апацингані, конгрес проголосив першу в історії Мексики  республіканську конституцію. До часу її ухвалення головні сили повстанців були розгромлені, в листопаді 1815 Морелос захоплений у полон. 15 грудня 1815 року Конгрес було розпущено.